# 김이석 (축구 선수)
김이석(金利錫, 1998년 6월 19일 ~ )는 대한민국의 축구 선수로, 포지션은 중앙 미드필더, 수비형 미드필더이며 현재 강원 FC에서 김천 상무로 군 복무 하고있다. 그의 형은 현재 강원 FC의 센터백인 김우석이다.